# Ignacio Zaragoza, Olintla
Ignacio Zaragoza är en ort i Mexiko.   Den ligger i kommunen Olintla och delstaten Puebla, i den sydöstra delen av landet, 170 km nordost om huvudstaden Mexico City. Ignacio Zaragoza ligger 621 meter över havet och antalet invånare är 391.
Terrängen runt Ignacio Zaragoza är kuperad, och sluttar norrut. Runt Ignacio Zaragoza är det ganska tätbefolkat, med 104 invånare per kvadratkilometer. Närmaste större samhälle är Olintla, 2,2 km söder om Ignacio Zaragoza. Omgivningarna runt Ignacio Zaragoza är en mosaik av jordbruksmark och naturlig växtlighet.